# This Last Night in Sodom
This Last Night in Sodom è il terzo album discografico del gruppo musicale inglese dei Soft Cell, pubblicato nel 1984.

## Tracce
1. Mr. Self Destruct – 3:12
2. Slave to This – 5:04
3. Little Rough Rhinestone – 4:33
4. Meet Murder My Angel – 4:39
5. The Best Way to Kill – 4:43
6. L'Esqualita – 7:03
7. Down in the Subway – 2:51
8. Surrender to a Stranger – 3:38
9. Soul Inside – 4:25
10. Where Was Your Heart (When You Needed It Most) – 5:09

## Formazione
Gruppo
- Marc Almond - voce, percussioni, chitarra
- Dave Ball - tastiere, basso, chitarra, percussioni, strumenti vari

Collaboratori
- Gary Barnacle - sax
- Gini Ball - voce